# Moorland (Kentucky)
Moorland és una població dels Estats Units a l'estat de Kentucky. Segons el cens del 2000 tenia 464 habitants.

## Demografia
Segons el cens del 2000, Moorland tenia 464 habitants, 206 habitatges, i 137 famílies. La densitat de població era de 1.791,5 habitants/km².
Dels 206 habitatges en un 29,1% hi vivien nens de menys de 18 anys, en un 44,2% hi vivien parelles casades, en un 13,1% dones solteres, i en un 38,3% no eren unitats familiars. En el 32,5% dels habitatges hi vivien persones soles el 4,4% de les quals corresponia a persones de 65 anys o més que vivien soles. El nombre mitjà de persones vivint en cada habitatge era de 2,25 i el nombre mitjà de persones que vivien en cada família era de 2,85.
Per edats la població es repartia de la següent manera: un 24,1% tenia menys de 18 anys, un 5,8% entre 18 i 24, un 38,4% entre 25 i 44, un 24,4% de 45 a 60 i un 7,3% 65 anys o més.
L'edat mediana era de 36 anys. Per cada 100 dones de 18 o més anys hi havia 90,3 homes.
La renda mediana per habitatge era de 40.469 $ i la renda mediana per família de 45.096 $. Els homes tenien una renda mediana de 35.625 $ mentre que les dones 25.625 $. La renda per capita de la població era de 18.092 $. Entorn de l'1,4% de les famílies i l'1,6% de la població estaven per davall del llindar de pobresa.

## Poblacions més properes
El següent diagrama mostra les poblacions més properes.